# Rohan (Vorname)
Rohan ist ein männlicher Vorname.

## Herkunft und Bedeutung
Für den Vornamen Rohan gibt es u. a. folgende drei verschiedene Herkünfte:
1. Schottisch: eine Variante zum Vornamen Rowan, der sich von Ruadhan „der Rote“ ableitet.[1]
2. Indisch: aus dem Sanskrit रोहण (rohana) „aufgehend“, „aufsteigend“[2]
3. Altgermanisch: Bedeutung „tätig“, „wirksam“, „gütig“.[3]

## Namensträger
- Rohan Machanda Bopanna (* 1980), indischer Tennisspieler
- Rohan Dennis (* 1990), australischer Bahn- und Straßenradrennfahrer
- Rohan Marley (* 1972), jamaikanischer Musiker
- Rohan Ricketts (* 1982), englischer Fußballspieler
- Rohan de Saram (1939–2024), britischer Cellist
- Kōda Rohan (1867–1947), japanischer Schriftsteller